# 28 cm SK L/50
28 cm SK L/50 е германско корабно оръдие с калибър 283 mm. Използва се в първата и втората световни войни. Първоначално е разработвано като корабно оръдие, в годините на втората световна война то намира употреба в бреговата артилерия. Както и другите германски 280-мм оръдия от онзи периода, има фактически калибър от 283 мм.

## Описание
Оръдието представлява развитие на по-ранното оръдие на „Крупп 28 cm SK L/45“ с удължен до 50 калибра ствол, за подобряване на балистиката. Както и в предшественика, в „28 cm SK L/50“ се използва хоризонтално-клинов затвор на „Круп“, вместо значително по-разпространения по онова време бутален затвор.
Оръдията с бутален затвор, като правило, се снаряжават с барут в копринени картузи. Използването на клиновия затвор изисква използването на основен барутен заряд в гилза, за обезпечаване на обтурацията на ствола (допълнителният барутен заряд, както и преди, се снаряжава в картуз).
По време на втората световна война оръдия се използват в бреговата артилерия. За това е разработен олекотен снаряд с увеличена начална скорост, а също е създадена четириоръдейната кула за брегова отбрана „Drh LC/37“. По една такава кула е поставена в батареите „Гросер Курфюрст“ в Пилау и „Коронел“ на остров Боркум.

## Коментари
1. ↑  Акронимът „SMS“ – е от на немски: Seiner Majestat Schiff – Кораб на Негово Величество.
2. ↑  Съгласно номенклатурата на артилерията на флота на Германската империя „SK“ (Schnelladekanone) означава „скорострелно оръдие“, а L/45 означава сравнителната дължина на оръдието в калибри. В дадения случай L/45 означава, че дължината на оръдието съставлява 45 негови калибра (280 × 50).